# Arizona Live
Arizona Live, también denominado Arizona '92 Live o Arizona Live '92, es el decimoquinto álbum en vivo del grupo alemán de música electrónica Tangerine Dream. Publicado por el sello TDI en agosto de 2004 se trata de un álbum doble que recoge el concierto realizado el 29 de octubre de 1992 en el Mall Amphitheater (Scottsdale, Arizona) durante la gira que el grupo realizó ese año en América del Norte.
Además de canciones clásicas en el catálogo del grupo destaca también la inclusión de una versión del tema «Purple Haze» de Jimi Hendrix. 

## Producción
Con una alineación integrada por Edgar Froese, Jerome Froese, Linda Spa y Zlatko Perica, Tangerine Dream realizó una gira por Estados Unidos y Canadá, denominada "North America Tour 1992", entre el 4 de octubre y el 1 de noviembre de 1992. En esa gira ofrecieron conciertos en ciudades como Toronto, Quebec, Montreal, Boston, Washington D. C., Baltimore, Chicago, San Francisco o Los Ángeles.

"Lo más probable es que la música hubiera sido preprogramada al menos en un 90%, pero aún así fue un excelente espectáculo, animado, en el que la iluminación aportó mucho. La mayor parte del concierto presentaba canciones de Rockoon y Melrose.(...) Todo en un ambiente rock, con Zlatko respaldando casi todo el tiempo a la guitarra, y con una calidad de sonido fabulosa. Me dejé llevar y bailar con la música. Esto era muy diferente del Tangerine Dream espacial que había conocido a principios de los ochenta: los pies en el suelo y una música muy imaginativa. Es muy bueno y complicado de ejecutar técnicamente: todavía descubro nuevos sonidos y giros cuando escucho cintas de esas giras hoy día".
Klaus Beschorner (1992) 

El set de canciones ofrecido se incluían en álbumes publicados en años recientes: la banda sonora de Risky Business (1984) y los álbumes de estudio Melrose (1990) y Rockoon (1992). También se incluyeron en el listados dos canciones que serían publicadas con posterioridad y que abrían cada parte del concierto: «Waterborne» en la banda sonora Oasis (1997) y «Story Of The Brave» en el álbum de estudio Turn Of The Tides (1994).

## Lista de temas
Canciones compuestas por Edgar Froese, Christopher Franke, Johannes Schmoelling, Paul Haslinger, Jerome Froese y Linda Spa.
Disco 1
1. «Waterborne» - 3:28
2. «Touchwood» - 4:54
3. «Rolling Down Cahuenga» - 6:34
4. «The Blue Bridge» - 3:52
5. «Oriental Haze» - 6:10
6. «Graffiti Street» - 6:06
7. «Melrose» - 6:33
8. «Two Bunch Palms» - 5:52
9. «220 Volt» - 9:02
10. «Homeless» - 9:54

Disco 2
1. «Story Of The Brave» - 4:51
2. «Sundance Kid» - 4:58
3. «Girls On Broadway» - 4:51
4. «Love On A Real Train» - 3:59
5. «Back Street Hero» - 8:45
6. «Body Corporate» - 3:56
7. «Rockoon» - 7:31
8. «One Night In Medina» - 4:21
9. «Hamlet» - 8:36
10. «Dreamtime» - 3:31
11. «Purple Haze» - 3:26

## Personal
- Edgar Froese - teclados, guitarra, diseño de cubierta y producción
- Jerome Froese - teclados, guitarra y masterización
- Linda Spa - teclados y saxofón
- Zlatko Perika - guitarra
- Thorsten Quaeschning - edición
- Ed Jefro - ingeniero de grabación